# 생라자르역
생라자르역(프랑스어: Gare Saint-Lazare, 직역하면 ‘성 라자르 역’)은 프랑스 파리의 7대 주요 철도 종착역 중 하나로, 공식 명칭은 파리 생라자르역(프랑스어: Gare de Paris-Saint-Lazare)이다. 이 역은 1837년에 개통된 파리 최초의 철도역으로, 주로 파리 서부 교외를 향하는 통근열차와 파리-르아브르 철도를 따라 노르망디 지역으로 향하는 도시 간 열차가 운행된다. 생라자르 역은 파리 북역과 리옹역 다음으로 프랑스에서 세 번째로 붐비는 역으로, 하루 평균 29만 명의 승객이 이용한다. 현재의 역사는 1889년에 완공되었으며, 건축가는 쥐스트 리슈(Juste Lisch), 시공 책임자는 외젠 플라샤(Eugène Flachat)였다.

## 역사
생라자르의 첫 번째 역은 현재 위치에서 북서쪽으로 약 200미터(656피트) 떨어진 바티뇰 탑승장(Embarcadère des Batignolles)이라 불리는 곳에 있었다. 이 역은 1837년 8월 24일, 프랑스 국왕 루이 필리프의 왕비 마리 아말리아가 개통식을 열었다. 처음 운행된 노선은 르 페크(Le Pecq)까지 이어지는 단일 노선이었다. 1843년에는 생라자르역이 세 개 노선의 종착역이 되었고, 1900년까지 이 수는 세 배로 늘어났다. 여러 차례 확장을 거치면서, 1854년에는 승강장이 14개에 달했고, 현재는 목적지에 따라 여섯 개 그룹으로 나뉜 27개의 승강장을 갖추고 있다.
1924년 4월 27일에는 도심 근교 노선이 750V 직류 제3궤조 방식으로 전철화되었으며, 1960년대에는 같은 노선들이 25kV 50Hz 교류 가공 전차선 방식으로 다시 전철화되었다.
2012년 3월 21일에는 역사의 여객 홀 내부에 3층 규모의 쇼핑몰이 새롭게 문을 열었으며, 이곳에는 80개의 매장이 입점해 있다.

## 위치
생라자르역은 파리 8구에 위치해 있으며, 매우 밀집된 상업 및 쇼핑 지역 한가운데에 자리잡고 있다.
이 역은 다음과 같은 파리 지하철역들과 인접해 있다: 생라자르역, 유로프역, 아브르코마르탱역, 그리고 생오귀스탱역

## 예술 및 문학 작품 속 생라자르역
생라자르역은 여러 예술 작품에서 묘사되었다. 특히 인상주의 시대에는 많은 예술가들이 이 역에 매료되었으며, 1870~80년대에는 이 역 인근에 거주하는 화가들도 많았다.

에두아르 마네, 《기찻길》, 1873년

에두아르 마네는 생라자르 역 근처인 생페테르스부르 거리 4번지(4 rue de Saint-Pétersbourg)에 살았다. 이 지역으로 이사 온 지 2년 뒤인 1874년, 그는 자신의 그림 《기찻길》(다른 이름: 《생라자르역》)을 파리 살롱에 출품했다. 이 그림은 인근 로마 거리(rue de Rome)에 사는 친구의 집 뒷마당에서 그린 것으로, 현재는 워싱턴 D.C. 국립미술관에 소장되어 있다. 그림에는 철제 울타리 앞에 앉아 있는 여성과, 그녀 곁에서 철도 선로 너머의 증기를 바라보는 어린 소녀가 그려져 있다. 여성은 작은 개와 책을 들고 정면을 응시하고 있다. 이 작품이 처음 전시되었을 당시에는 풍자와 조롱의 대상이 되었다.

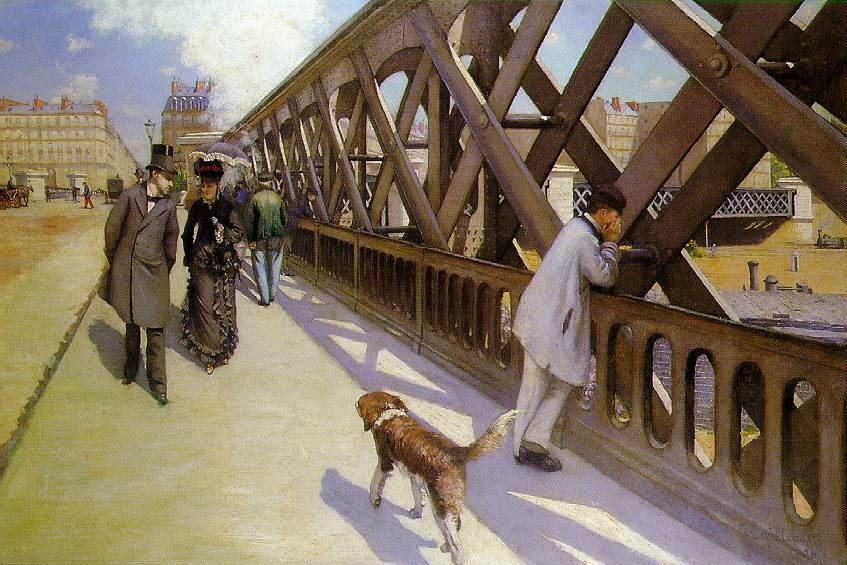
귀스타브 카유보트, 《유로프 다리》, 1876년

화가 귀스타브 카유보트 또한 이 역에서 가까운 거리에 살았다. 그는 1876년에 《유로프 다리》(Le Pont de l’Europe)를 그렸으며(현재 스위스 제네바의 쁘띠 팔레 현대미술관에 소장), 1876~80년 사이에는 《유럽의 다리 위에서》(On the Pont de l’Europe)를 그렸다(미국 텍사스의 킴벨 미술관 소장). 전자의 작품은 다리 너머를 바라보는 구도로, 오른쪽에는 철골 구조물이 대각선으로 가로지르고, 왼쪽에는 다리 위에서 교류하는 인물들의 모습이 보인다. 반면 후자의 그림은 철교의 산업적 구조미를 정면에서 강하게 클로즈업한 구도로, 왼쪽에는 각기 다른 방향을 바라보는 세 명의 남성이 등장한다. 《유로프 다리》(Pont de l’Europe)는 당시 새로 확장된 생라자르역의 철도 구역을 가로지르는 대형 철제 육교였다.

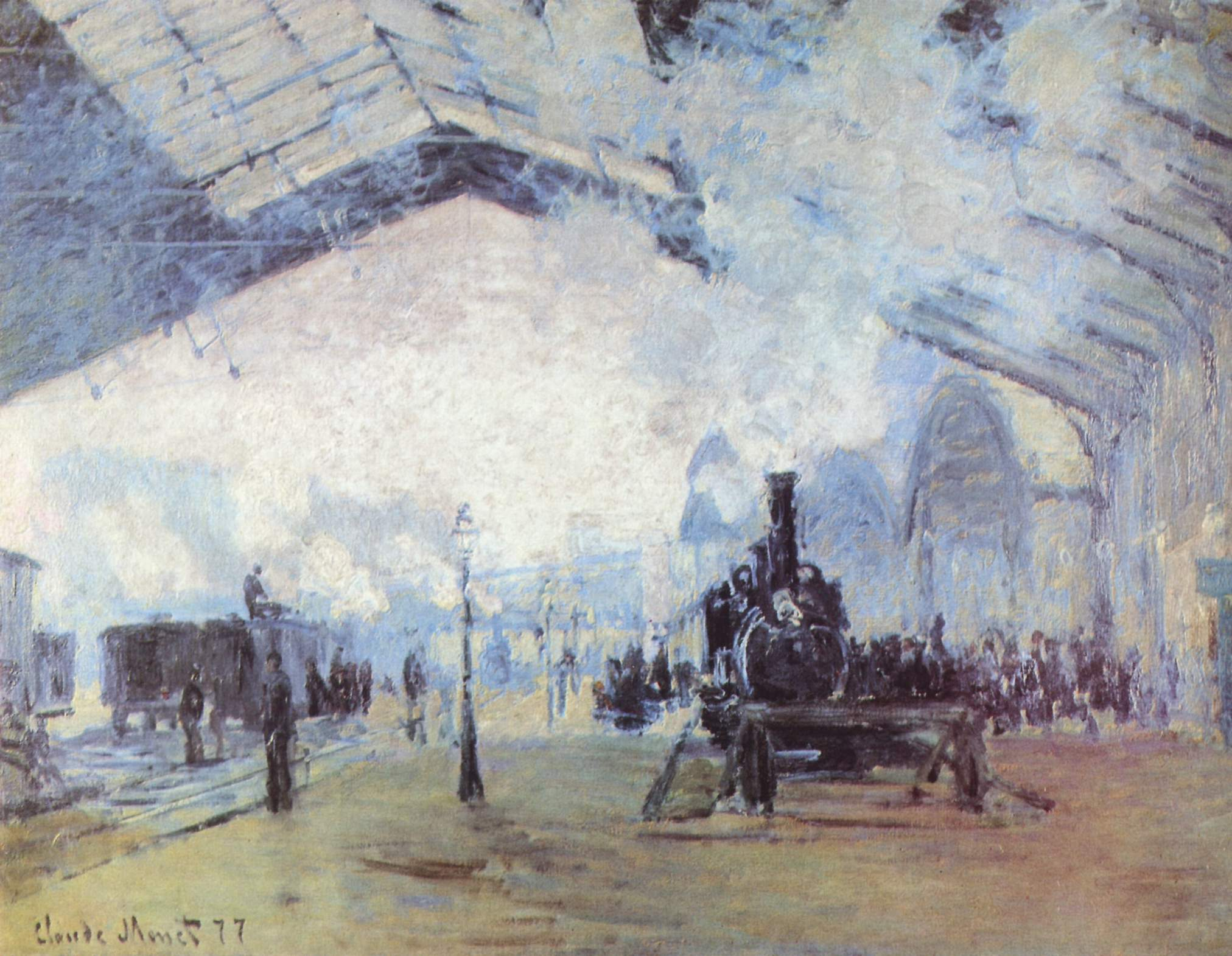
클로드 모네, 《노르망디발 열차의 도착, 생라자르역》, 1877년경

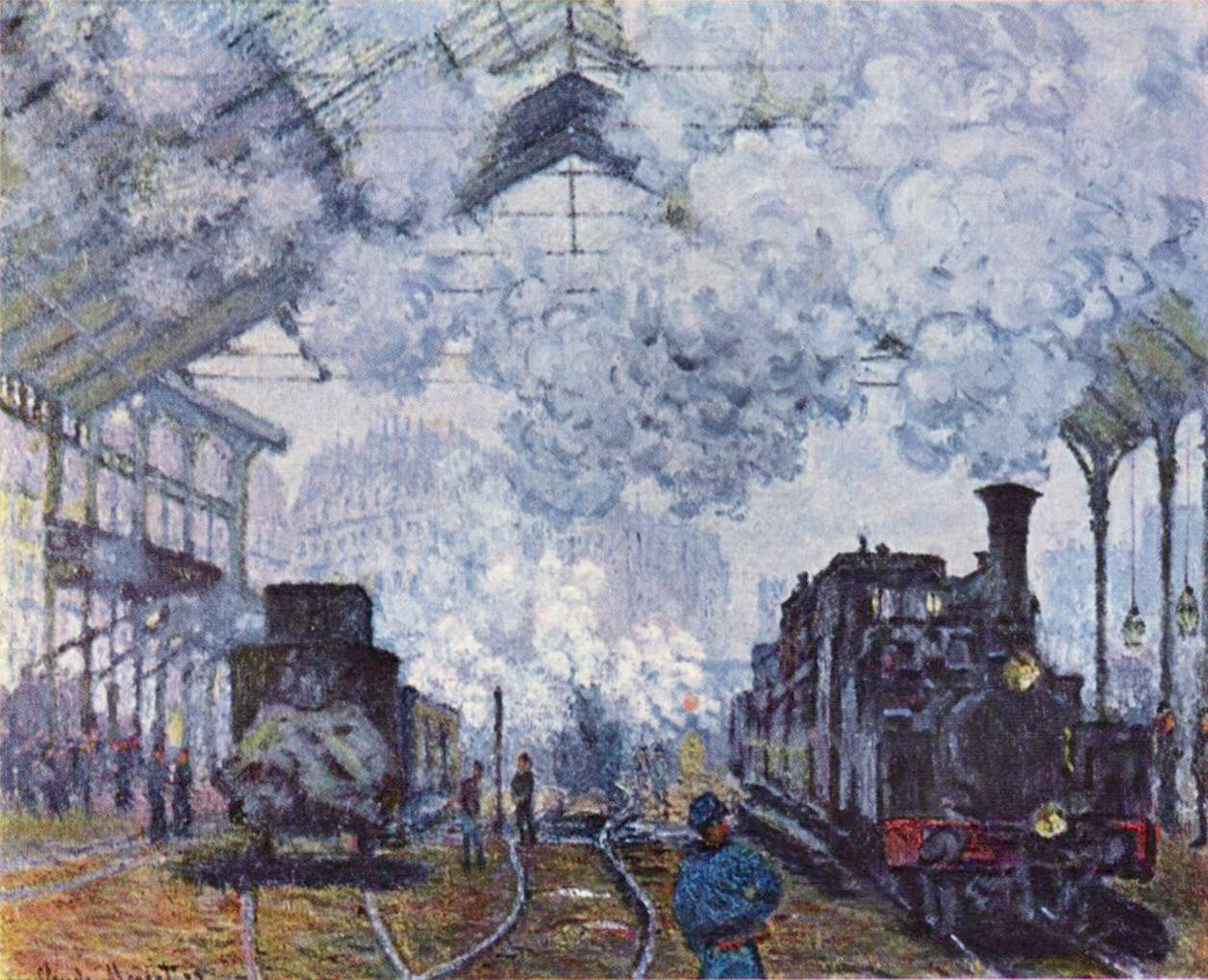
클로드 모네, 《생라자르역》, 1877년

1877년, 화가 클로드 모네는 생라자르역 근처에 작업실을 임대했다. 같은 해 그는 인상주의 회화 전시회에서 이 기차역을 그린 그림 7점을 출품했으며, 총 12점의 생라자르역 연작을 완성했다. 오스카르클로드 모네의 생라자르역 시리즈는 그의 생애 동안 가장 유명한 연작 중 하나였다. 모네는 19세기 인상주의 운동에서 가장 중요하고 영향력 있는 화가 중 한 명으로, 야외에서 풍경화를 그리는 엉 플레네 기법의 강력한 옹호자였다. 귀스타브 카유보트, 에드가 드가, 베르트 모리조와 같은 예술가들도 장면을 기억에 의존하지 않고 그 순간의 분위기를 정확히 포착하기 위해 이러한 방식으로 작업했다. 모네와 인상주의자들은 아카데미가 정한 형식, 양식, 주제를 거부했기 때문에 파리 살롱에 받아들여지지 못했고, 대신 1874년 4월에 스스로 인상주의 전시회를 열기로 결정했다.
모네가 그린 이 기차역은 놀라운 구성을 보여준다. 철도 신호등의 날카로운 원판들은 빠르게 휘갈겨진 듯한 푸른색과 장미빛 증기 구름 위에 떠 있는 듯하고, 그 주변은 흰 가장자리로 장식되어 있다. 철길과 건물은 대강 그려진 각진 선들로 표현되어 그와 대조를 이룬다. 중앙에 배치된 가장 큰 신호등은 평면적이고 불투명한 원 형태로 두껍게 칠해져 있는데, 그 존재감이 너무 강렬해 그림 전체가 추상화에 가까운 인상을 준다. 이 생라자르역 작품은 제3회 인상주의 전시회에서 공개되었다. 생라자르역 시리즈는 이전에 모네가 그렸던 항구, 배, 바다 풍경과는 매우 다른 분위기를 지닌다. 이 시리즈는 하루 중 다양한 시간대에 따라 기차역을 투어하듯 보여준다. “모네는 혼란스럽고 불안정한 현대 삶을 구현해낸다.” 기차에서 뿜어져 나오는 증기는 열차의 형체를 흐리게 만들며, 색과 빛이 녹아드는 인상주의적 기법을 효과적으로 드러낸다. 모든 것이 증기 속에서 사라지며 색채의 소용돌이로 변해간다. 에밀 졸라는 “모네는 본래 더럽고 거친 공간을 평화롭고 아름다운 장면으로 바꾸어놓는다…기차가 덜컹거리며 들어오고, 연기가 거대한 지붕 아래로 피어오르는 소리가 들리는 듯하다…이것이 바로 오늘날의 회화다…우리 화가들은 이제 숲이나 강에서 시를 찾던 아버지 세대처럼, 기차역에서 시를 찾아야 한다”고 말했다. “모네의 생라자르역 연작은 증기와 연기로 가득 찬 역의 분위기를 이토록 생생하게 재현한 전례 없는 작품이다. 인상주의적 화풍임에도 불구하고 작품은 해당 장소의 지형을 정확히 재현하고 있어, 화가가 그림을 그린 위치까지 유추할 수 있다. 단일 주제를 다양한 변주로 표현한 최초의 사례이기도 하다.”
생라자르역 자체는 최첨단 교통수단인 철도를 상징하는 기념비적인 건축물이었다. 클로드 모네와 귀스타브 카유보트 같은 화가들이 많은 시간을 보내며 그림을 그린 유로프 지구(Le Quartier de l'Europe)는 요컨대 근대 파리의 전형이었다. 이 지역에 거주하며 현대적 삶을 해석하는 데 헌신했던 진취적인 젊은 예술가들은, 그들의 작품 속에 이웃 풍경을 뚜렷이 반영함으로써, 규칙에서 벗어나고 '미적이지 않은' 요소들도 있는 현재에 대한 몰입과 과거—즉, 아카데미가 정한 규범—에 대한 거부를 동시에 표현하고자 했다.
생라자르 역을 그린 덜 알려진 화가들도 있었다. 예를 들어 장 베로(Jean Béraud)는 1876~78년 사이에 《유로프 광장과 다리》(The Place and Pont de l’Europe)를 그렸고, 노르베르 괴뇌트는 유로프 다리가 잘 보이는 작업실을 갖고 있어 1880년대 후반에 이 풍경을 여러 차례 그림으로 남겼다. 그 중 하나가 약 1888년에 그려진 《유로프 다리와 생라자르역》(The Pont de l'Europe and Gare Saint-Lazare)으로, 현재는 볼티모어 미술관에 소장되어 있다.
1868년 이 다리가 개통되었을 당시의 모습을 담은 판화는 오귀스트 라미(Auguste Lamy)가 제작했다.
1932년에는 역 뒤편의 황무지가 앙리 카르티에 브레송의 대표작 중 하나인 사진 《생라자르역 뒤편》(Derrière la gare de Saint-Lazare)의 배경이 되었다. 또한 1947년 레몽 크노의 책 《문체 연습》(Exercises in Style)에서는 생라자르역이 이야기의 주요 무대가 된다. 1998년에는 파리 오르세 미술관과 워싱턴 D.C.의 국립미술관이 공동으로 '마네, 모네 그리고 생라자르역'이라는 전시회를 열기도 했다.
생라자르역은 에밀 졸라의 소설 《인간 짐승》(La Bête humaine)과 롤랑 사다운(Roland Sadaune)의 《생라자르 종착역》(Terminus St-Lazare)에서도 언급되거나 중요한 배경이 된다.
1995년 영화 《프렌치 키스》에서도 생라자르 역이 등장하는데, 이는 파리에서 마지막 장면으로, 케빈 클라인이 연기한 주인공이 경찰관(장 르노)에게 쫓기면서 칸행 열차를 타려는 장면이다. 다만 이 설정은 사실과 다르다. 왜냐하면 생라자르역은 프랑스 북서부 노선을 운행하며, 깐으로 가는 열차는 리옹역에서 출발하기 때문이다.

## 운행

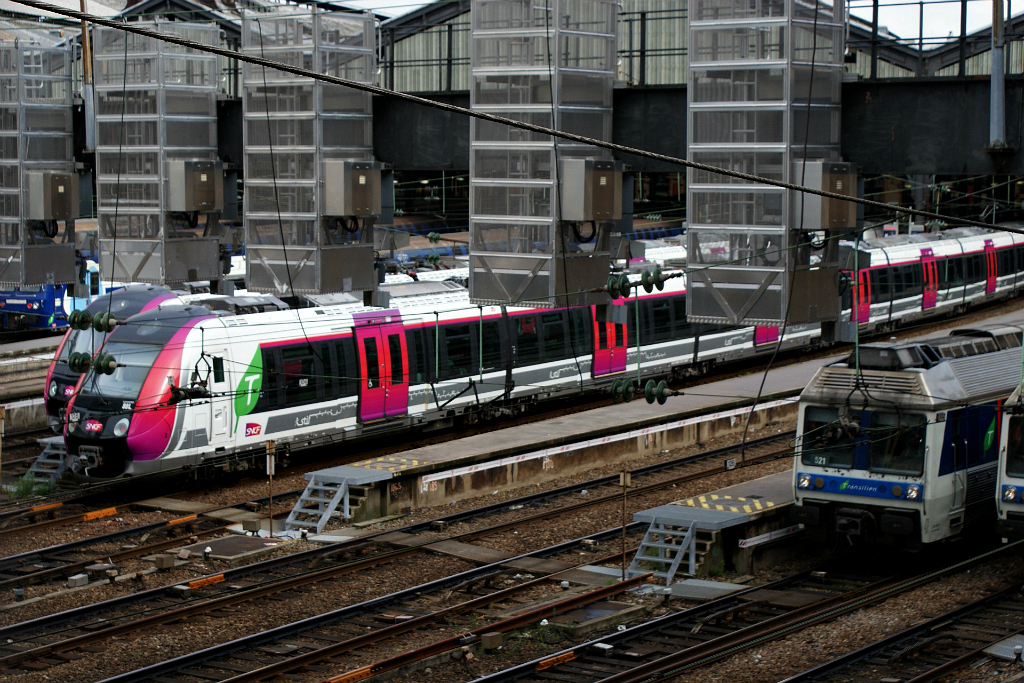
생라자르역의 통근 열차

생라자르역은 노르망디 방면의 지역 열차 노마드 열차와 파리 서부 교외 지역을 운행하는 지역 열차인 트랑지리앵이 운행하는 역이다.
매일 1,600대의 열차가 생라자르역을 운행한다.